# Martin Sattelkau
Martin Sattelkau (* 1957 in Berlin) ist ein deutscher Politiker (CDU). Seit 2023 ist er Mitglied des Abgeordnetenhauses von Berlin.

## Leben
Sattelkau absolvierte zunächst eine Ausbildung zum Facharbeiter für Decksbetriebstechnik. Anschließend war er als Vollmatrose in der zivilen Seefahrt der DDR tätig. Er schloss ein Studium an der Ingenieurhochschule für Seefahrt Warnemünde/Wustrow ab und wurde 1990 zum Dr.-Ing. promoviert. Seine Dissertation zum Thema „Ein Beitrag zur Erhöhung der Leistungsfähigkeit und Zuverlässigkeit von Mehrprozessorsystemen mit Punkt-zu-Punkt-Verbindungen“ gehörte zu den geheimen Dissertationen der DDR. Unter seinem Namen gemeinsam mit anderen sind neun Patente aus den Jahren 1988 bis 1991 zu verwandten Themen angemeldet.
Bis zu seinem Einzug ins Abgeordnetenhaus 2023 war er als Berufsbetreuer tätig.
Sattelkau lebt in Berlin-Köpenick.

## Politik
Sattelkau ist Mitglied der CDU. Von 2021 bis 2023 war er Mitglied der Bezirksverordnetenversammlung von Treptow-Köpenick. Er kandidierte bei den Abgeordnetenhauswahlen 1999, 2006 und 2011 im Wahlkreis Treptow-Köpenick 1 sowie bei der Abgeordnetenhauswahl 2021 im Wahlkreis Treptow-Köpenick 5, verfehlte jedoch den Einzug ins Abgeordnetenhaus. Bei der Wiederholungswahl 2023 konnte er das Direktmandat im Wahlkreis Treptow-Köpenick 5 gewinnen und zog ins Abgeordnetenhaus ein.